# Lene Bødker
Lene Bødker (née en 1958 à Rudkøbing) est une sculpteur et designer danoise spécialisée dans le travail du verre. Elle est la seule Danoise à avoir reçu le prix Kanazawa .
Son studio est situé à Copenhague.